# Викрил
Викрил (англ. Vicryl; polyglactin 910) — многонитчатый шовный материал производства компании «Ethicon Endo-Surgery», подразделения «Johnson & Johnson», изготовляется из синтетического сополимера, состоящего на 90 % из гликолида и на 10 % из L-лактида. Эмпирическая формула сополимера — (С2H2O2)m(C3H4O2)n. Имеет покрытие из того же сополимера в сочетании со стеаратом кальция. Материал был разработан как синтетический заменитель кетгута.
Прочность нитей на разрыв меняется за время нахождения в ране, составляя 65 % к 14-му дню, на 21-й день она равна 40 % для нити толщиной 6/0 и 30 % для нити толщиной 7/0 и тоньше. Полное рассасывание происходит за 56—70 дней.
Имеется также сходный материал Викрил Рапид (англ. Vicryl Rapide), который изготовляется из того же полимера, но подвергается дополнительной обработке гамма-излучением. За счёт этого происходят разрывы молекул полимера, прочность материала снижается и ускоряется его рассасывание. Прочность на разрыв составляет 50 % к 5-му дню и к 12-му дню снижается до нуля. Полное рассасывание происходит за 42 дня.